# 南郷温泉 (宮崎県)
南郷温泉（なんごうおんせん）は、宮崎県東臼杵郡美郷町にある温泉。

## 泉質
- ナトリウム-炭酸水素塩泉
  - 泉温 37.1℃

## 温泉地
宮崎北部にある九州山地の麓、西の正倉院近くに日帰り温泉施設「南郷温泉山霧」が存在する。
施設の名物は、レストランで提供されている石焼ビビンバである（近辺には百済王伝説が残っているため）。
宿泊施設としては日帰り温泉から4キロ離れた場所に、コテージ「山霧」が存在する。コテージの運営も同じく、「南郷温泉山霧」が行っている。

## 歴史
1996年（平成8年）2月10日、「師走祭り｣当日に百済王族が祭られている神門神社（国指定重要文化財）の裏側から突如噴出したのがきっかけである。

## アクセス
鉄道
- JR日豊本線・日向市駅から宮崎交通神門行きバスで1時間10分、バス停「南郷温泉山霧」下車すぐ。

自動車
- 東九州自動車道日向ICから国道327号・国道446号・国道388号経由、美郷町方面へ40km。